# Alam Kuh
Alam Kuh (en persa: علم کوه) es la segunda montaña más alta de Irán con sus 4850 metros de altitud, sólo superada por el Damavand de 5671 m. Se encuentra en el macizo Suleimán del Elburz, en el norte de Irán, entre Teherán y el mar Caspio. La cara norte granítica muy inclinada, de 800 metros, proporciona alguna de las rutas montañosas más difíciles e interesantes en el país y la ascensión estaría a la altura de las principales rutas de escalada de los Alpes europeos. Además de alpinistas locales, la cara norte atrae a grupos de alpinistas europeos. La primera ascensión conocida es de un grupo alemán, Gorter/Steinauer en 1936 por la cresta noroeste. Posteriormente, equipos franceses y polacos establecieron otras rutas en la cara norte durante los años 1960 y 1970, siendo rutas de varios días de un estándar alpino alta y un equipo británico les siguió en 1978.
La mayor parte de las cuerdas fijas quedaron severamente dañadas durante un gran terremoto y la consecuente caída de rocas en 2003. La montaña quedó cerrada a los escaladores durante algunos meses debido al riesgo de derrumbe de montaña y cables sueltos.
La cadena montañosa tiene nieves permanentes y glaciares y aunque las laderas meridionales de la cadena tienden a ser secas y áridas, los valles septentrionales que dan al mar Caspio (que ofrece las mejores rutas de aproximación) son húmedos y con abundante vegetación.